# Lobgesang auf Leibowitz
Lobgesang auf Leibowitz (englischer Originaltitel: A Canticle for Leibowitz) ist ein post-apokalyptischer Science-Fiction-Roman des US-amerikanischen Schriftstellers Walter M. Miller, Jr. und erschien in drei Teilen zwischen 1952 und 1957 in der amerikanischen Zeitschrift The Magazine of Fantasy and Science Fiction; auf Deutsch (in der Übersetzung von Jürgen Saupe und Walter Erev) erstmals 1971.

## Rezeption
Lobgesang auf Leibowitz ist der einzige Roman, der zu Lebzeiten des Autors veröffentlicht wurde. Er gilt als Science-Fiction-Klassiker und einer der besten apokalyptischen Romane schlechthin. Walter Miller war im Zweiten Weltkrieg Pilot der US-amerikanischen Luftwaffe. Im Italienfeldzug kämpfte er in der Schlacht um Monte Cassino. Diese als traumatisch empfundenen Erlebnisse um die Abtei Monte Cassino bewegten Miller, 1947 zum Katholizismus zu konvertieren, und gaben ihm auch den Plot für das Buch vor. Jeder der drei Buchteile beschreibt das Leben einer klösterlichen Gemeinschaft in der Abtei Sankt Leibowitz in einer Wüste im Südwesten der USA zu unterschiedlichen Zeiten: Der erste Teil, „Fiat Homo“, spielt im 26. Jahrhundert (einem fiktiven Mittelalter), der zweite, „Fiat Lux“, im 32. Jahrhundert (einer fiktiven Renaissance) und der dritte, „Fiat Voluntas Tua“, im 37. Jahrhundert (einem fiktiven Atomzeitalter).

## Entstehungs- und Veröffentlichungsgeschichte
Der nachmalige Roman Lobgesang auf Leibowitz bestand ursprünglich aus drei Novellen mit einem Umfang zu je rund 25 bis 75 Seiten, die Miller 1955–57 nacheinander im The Magazine of Fantasy and Science Fiction veröffentlichte:
- A Canticle for Leibowitz, auch The First Canticle (heute: Fiat Homo; deutsche Erstveröffentlichung 1962 in Bern und Stuttgart als Ein Lobgesang für Sankt Leibowitz im Sammelband Aufbruch ins dritte Jahrtausend, sowie 1981 bei Heyne im Sammelband 30 Jahre Magazine of Fantasy and Science Fiction als Ein Lobgesang auf Leibowitz)
- And the Light Is Risen (heute: Fiat Lux; keine deutsche Einzelveröffentlichung)
- The Last Canticle (heute: Fiat Voluntas Tua; keine deutsche Einzelveröffentlichung)

1959 veröffentlichte Miller die drei zu Buchabschnitten überarbeiteten, nun erstmals mit den genannten lateinischen Titeln versehenen Novellen als Roman A Canticle for Leibowitz, den er im Vergleich zu den ursprünglichen Novellen um rund 175 Seiten erweitert hatte. Dieser erschien auf Deutsch zuerst 1971 in geringer Auflage im Marion von Schröder Verlag als Lobgesang auf Leibowitz, 1973 unter demselben Titel als gekürztes Taschenbuch bei Heyne und erst 1979 erstmals ungekürzt bei Heyne. 1986 erfolgte eine Neuauflage in Heynes Bibliothek der Science Fiction Literatur und 2000 schließlich die bislang letzte, überarbeitete Neuausgabe, nun mit einem Vorwort von Carl Amery.

## Inhalt

### Fiat Homo
(Lasset uns Menschen machen)

Lobgesang auf Leibowitz beginnt 600 Jahre nach dem Untergang der Zivilisation des 20. Jahrhunderts durch einen globalen Atomkrieg, der als die große Flut bekannt ist. Im Verlauf der Handlung zeigt sich, dass es als Folge des Krieges zu einer heftigen Reaktion gegen die Kultur des Wissens und der Technologie kam, die zur Entwicklung von Atomwaffen geführt hatte. Während dieser Gegenreaktion, genannt die Vereinfachung oder Simplifizierung, werden Bücher und Erkenntnisse des 20. Jahrhunderts von den einfachen Leuten (die sich selbst „Simpel“ nennen) zerstört. Analphabetismus wurde alltäglich und Wissenschaftler wurden ermordet. Isaac Edward Leibowitz war ein jüdischer Elektrotechniker bei den US-Streitkräften. Er hatte den Krieg überlebt, konvertierte zum Katholizismus und wurde Buchschmuggler und Einpräger; armselige Bemühungen, Überbleibsel der untergegangenen Kultur zu bewahren. Bei einer Buchschmuggel-Aktion wurde Leibowitz entdeckt und zu Tode gemartert. Eine Schar Mönche des katholischen „Albertinischen Ordens vom Seligen Leibowitz“ bewahrt das Andenken des Ordensgründers. Obwohl ihnen das Verständnis und das Wissen für die Schriften und Überlieferungen dieser Zeit fehlt, bewahren und kopieren sie gewissenhaft technische Skizzen und andere Aufzeichnungen des 20. Jahrhunderts.
Im 26. Jahrhundert ist der 17-jährige Novize Bruder Francis Gerard auf einer Vigil in der Wüste. Während der Suche für einen Schlussstein seines Unterstandes erscheint ein Wanderer, angeblich auf dem Weg zur Abtei, der ihm den passenden Stein zeigt und ihn mit zwei hebräischen Zeichen beschriftet. Der Stein passt perfekt und unter weiterem Geröll entdeckt Francis den Eingang zu einem Schutzbunker bei radioaktivem Niederschlag. Der Bunker enthält Reliquien, wie handschriftliche Notizen auf zerfallenden Notizblöcken mit kryptischen Texten wie „Ein Pfund Pastramischinken, eine Büchse Sauerkraut, sechs Mazzes für Emma mitbringen.“ Die Entdeckung der alten Dokumente verursacht Unruhe im Kloster, da die anderen Mönche spekulieren, dass die Reliquien vom Seligen Leibowitz selbst geschrieben seien. Gerüchte gehen um, dass der Wanderer – der letztlich nie in der Abtei aufgetaucht ist – Leibowitz selbst war. Francis bestreitet das energisch, aber ebenso beharrt er darauf, dass die Begegnung mit dem Wanderer stattgefunden habe. Abt Arkos, der Leiter des Klosters, macht sich Sorgen, dass die Entdeckung so vieler potenziell heiliger Leibowitz-Reliquien den Kanonisierungsprozess aufhalten könnte, und schickt Francis zurück zum Fasten in die Wüste.
Jahre später wird die Abtei von den Monsignores Aguerra (Advocatus Dei) und Flaught (Advocatus Diaboli) besucht. Beide sollen im Fall Leibowitz und Heiligkeit ermitteln. Schließlich wird aus dem Seligen Leibowitz doch noch der Heilige Leibowitz und Bruder Francis wird als Repräsentant des Klosters zur Kanonisierungsfeier gesandt. Im Gepäck hat Francis Geschenke für den Papst dabei: Die Dokumente aus dem Bunker, die er einst gefunden und eine illuminierte Lichtpause, an der er Jahre gearbeitet hat. Auf der Reise wird er überfallen und seiner Illumination beraubt. Trotzdem reist Francis ins Neue Rom und erhält eine Audienz beim Papst. Francis präsentiert dem Papst die übriggebliebenen Dokumente. Francis wird auf seiner Rückreise ermordet. Der Wanderer entdeckt und begräbt ihn.

### Fiat Lux
(Es werde Licht)

Im Jahr 3174 bewahrt der „Albertinische Orden des Heiligen Leibowitz“ noch immer das halbverstandene Wissen aus der Alten Zeit vor der großen Flut auf. Thon Taddeo Pfardentrott, ein hochangesehener weltlicher Gelehrter, ist von seinem Cousin Hannegan, Bürgermeister von Texarkana, in das Kloster geschickt worden. Taddeo ist an der vom Orden erhaltenen Sammlung von „Erinnerungsstücken“ interessiert.
Vor dessen Ankunft trifft sich der Abt Dom Paulo mit dem Wanderer, der sich jetzt Benjamin Eleasar bar Joshua nennt und durchblicken lässt, der Ewige Jude zu sein.
Unterdessen schließt Hannegan mit dem Königreich Laredo und benachbarten, relativ zivilisierten Stadtstaaten ein Bündnis vorgeblich gegen die nomadischen Krieger. Tatsächlich will er die gesamte Region unter seine Kontrolle bekommen. Monsignore Apollo, der päpstliche Nuntius, der sich am Hof aufhält, berichtet das nach New Rome und wird als Spion hingerichtet. Hannegan versucht ein Schisma zu initiieren, bei der Loyalität zum Papst mit dem Tode bestraft werden soll, aber die Kirche exkommuniziert ihn.

### Fiat Voluntas Tua
(Dein Wille geschehe)

Es ist das Jahr 3781, und die Menschheit hat wieder Atomkraft und -waffen sowie Raumschiffe und extrasolare Kolonien. Zwei Supermächte beherrschen die Welt: Die Asiatische Koalition und die Atlantische Konföderation führen seit 50 Jahren einen Kalten Krieg. Des Leibowitz-Ordens Bestandserhaltung der Memorabilia hat dazu beigetragen.
Der Abt der Leibowitz-Abtei, Dom Jethras Zerchi, schlägt Neu-Rom vor, die Kirche solle die Krisenpläne mit „bestimmten Fahrzeugen“, die die Kirche seit 3756 in Besitz hat, in Kraft setzen, da in der Stadt Itu Wan (Asiatische Koalition) eine unterirdische Atomexplosion stattfand, die die Atlantische Konföderation mit einem atomaren „Warnschuss“ über dem Südpazifik beantwortet.
In Neu-Rom wird beschlossen, den Ausreiseplan innerhalb von drei Tagen auszuführen. Der Abt ernennt Bruder Joshua zum Führer der Raummission. Ausgewählte Mönche und Priester sollen die Erde im Falle eines Atomkrieges verlassen und sich auf einem Planeten hinter Alpha Centauri niederlassen. Die Ordens-Memorabilien werden die Mission begleiten.
Während des Waffenstillstands bietet die Abtei Fallout-Flüchtlingen Asyl. Hier kommt es zu einer Auseinandersetzung zwischen dem Abt und einem von der Regierung bestellten Arzt über die Euthanasie von verstrahlten Flüchtlingen. In der Nähe ereignet sich eine Nuklearexplosion. Abt Zerchi wird von den einsinkenden Mauern der Abtei verschüttet. Unter dem Schutt befindet sich ein Schädel, dem ein Pfeil aus der Stirn ragt (vermutlich Bruder Francis Gerard aus dem ersten Teil des Buches). Nach dem Tod des Abtes schwenkt die Szenerie zu Joshua, der als letztes Besatzungsmitglied das Raumschiff betritt.
Als Coda stellt Miller eine Vignette der ökologischen Aspekte des Krieges: Seevögel und Fische erliegen dem giftigen Fallout, und ein Hai schwimmt in besonders tiefes Wasser und verschiebt so seinen Tod. Der Schlusssatz des Buches lautet: der Hai war „sehr hungrig in dieser Saison“.

## Wiederholung und zyklische Geschichte
Gelehrte und Kritiker haben das Thema der zyklischen Geschichte oder Wiederholung in Millers Werk konstatiert. David Seed sagt in seinem Buch American Science Fiction and the Cold War: Literature and Film (1992): „Es blieb Walter M. Miller in Lobgesang auf Leibowitz vorbehalten, in einer Erzählung, die sich über Jahrhunderte erstreckt, die Wiederholungen aufzuzeigen.“
David N. Samuelson, dessen Dissertation von 1969 als „beste allgemeinverständlich Auseinandersetzung mit dem Buch“ betrachtet wird, nennt das „zyklische Thema von technologischem Fortschritt und Rückschritt […] den Grundstein, auf welchem ,Lobgesang auf Leibowitz‘ aufgebaut ist“.
Die zyklische Struktur von Lobgesang auf Leibowitz und die zyklische Geschichte, die das Buch präsentiert, werden unterstützt durch eine Reihe von strukturellen und thematischen Elementen, die die drei Abschnitte gemeinsam haben. Obwohl der Roman Ereignisse in einer fiktiven Zukunft darstellt, stehen die drei Teile allegorisch für entscheidende Phasen der westlichen Geschichte. Der erste Abschnitt, „Fiat Homo“, schildert eine Kirche als Erhalter der Zivilisation, ein Gegenstück zum „Dunklen Jahrhundert“ nach dem Fall Roms. Die Handlung im zweiten Teil, „Fiat Lux“, konzentriert sich auf eine Renaissance des „weltlichen Lernens“ und spiegelt „Abweichungen von Staat und Kirche und der Wissenschaft und des Glaubens“ wider. „Fiat Voluntas Tua“, der letzte Teil, ist eine Analogie zur zeitgenössischen Zivilisation mit ihren „technologischen Wundern, ihrer Obsession für weltliche Macht und ihrer beschleunigten Vernachlässigung des Glaubens und des Geistes“. Der Literaturwissenschaftler Edward Ducharme behauptete, dass „Millers Erzählung ständig zu den Konflikten zwischen der wissenschaftlichen Suche nach der Wahrheit und der Staatsmacht Stellung nimmt.“

## Der Nachfolgeroman
Nach seinem „One-Hit-Wonder“ veröffentlichte Miller keine weiteren Arbeiten. Er litt unter Depressionen und Schreibblockaden und zog sich sowohl vom öffentlichen Leben als auch von seiner Familie zurück. Anfang der Neunzigerjahre kam die Nachricht auf, Miller arbeite an einer Fortsetzung des Leibowitz-Stoffes. Und wirklich versuchte der Autor ein Comeback. Bantam Books machte ihm ein hochdotiertes Angebot, und Miller brauchte Jahr um Jahr, um schließlich eingestehen zu müssen, dass er mit der Geschichte nicht vorankam. Er stimmte sogar zu, dass man ihm mit Terry Bisson einen „Ghostwriter“ zur Seite stellte. Doch zu einer Zusammenarbeit sollte es nicht mehr kommen. Als nach 50 Ehejahren seine Frau starb, erschoss Miller sich 1996, ein 600-seitiges Manuskript hinterlassend. Bisson fand ein weit fortgeschrittenes Dokument vor, überarbeitete es und verfasste einen Schluss. Hohelied auf Leibowitz (englischer Originaltitel: Saint Leibowitz and the Wild Horse Woman) erschien 1997. 2000 kam die deutsche Übersetzung von Isabella Bruckmann heraus. Auch dieser Teil spielt in der Leibowitz-Welt – dieses Mal im Jahr 3244 – und variiert erneut die Thematik.

## Veröffentlichungen
- A Canticle for Leibowitz, in: The Magazine of Fantasy and Science Fiction, 1952–1957
  - Ein Lobgesang für Sankt Leibowitz, in: L. Pauwels / J. Bergier: Aufbruch ins dritte Jahrtausend. Bern/Stuttgart 1962, S. 233–263 (Fiat Homo).
  - Lobgesang auf Leibowitz, Hamburg und Düsseldorf, 1971, ISBN 3-547-76745-8
  - Lobgesang auf Leibowitz, bearbeitete (gekürzte) Taschenbuchausgabe, München, 1973
  - Lobgesang auf Leibowitz, ungekürzte Neuausgabe, München, 1979, ISBN 3-453-30577-9
  - Lobgesang auf Leibowitz, bearbeitete Neuausgabe, München, 2000, ISBN 3-453-16419-9
- Saint Leibowitz and the Wild Horse Woman, 1997 (mit Terry Bisson)
  - Hohelied auf Leibowitz, München, 2000, ISBN 3-453-16192-0

## Auszeichnungen
- Hugo Award  (1961) als bester Roman[2]
- Locus Award  (bisher drei Mal)[3]

## Sekundärliteratur
- Amanda Cockrell: On This Enchanted Ground: Reflections of a Cold War Childhood in Russell Hoban's Riddley Walker and Walter M. Miller's A Canticle for Leibowitz. In: Journal of the Fantastic in the Arts 15:1, 2004. S. 20–36.
- Günter Koch: Sprachverwendung und Sprachwissen : Carl Amerys Roman "Der Untergang der Stadt Passau" im Vergleich mit Walter M. Millers Roman "Lobgesang auf Leibowitz". In: Jan-Oliver Decker: Skandal und Tabubruch – heile Welt und Heimat: Bilder von Bayern in Literatur, Film und anderen Künsten. Passau : Stutz, 2014, S. 183–201
- Dominic Manganiello: History as Judgment and Promise in A Canticle for Leibowitz. In: Science-Fiction Studies 13:2, 1986. S. 159–69.
- Alexandra H. Olsen: Re-Vision: A Comparison of A Canticle for Leibowitz and the Novellas Originally Published. In: Extrapolation 38:2, 1996.
- Andrew Pavelich: After the End of the World: Critiques of Technology in Post-apocalypse Literature. In: Margret Grebowicz (Hrsg.): SciFi in the Mind's Eye: Reading Science through Science Fiction. Open Court, Chicago 2007. S. 185–98.
- Walker Percy: Walter M. Miller, Jr.'s A Canticle for Leibowitz: A Rediscovery. In: Southern Review 7:2, 1971. S. 572–578.
- David N. Samuelson: The Lost Canticles of Walter M. Miller, Jr. In: Science-Fiction Studies 26:3, 1976.
- David Seed: Recycling the Texts of the Culture: Walter M. Miller's "A Canticle for Leibowitz". In: Extrapolation 37:3, 1996.
- Niall W. Slater und Jerry S. Jacobs: Memorabilia: Americanizing Classical and Catholic Pasts in A Canticle for Leibowitz. In: Classical and Modern Literature 19:2, 1999. S. 123–31.
- W. A. Senior: "From the Begetting of Monsters": Distortion as Unifier in A Canticle for Leibowitz. In: Extrapolation 34:4, 1993. S. 329–39.
- Deanna T. Smid: The Messiah of History: The Search for Synchronicity in Miller's A Canticle for Leibowitz. In: Holly Faith Nelson, Lynn R. Szabo und Jens Zimmermann (Hrsg.): Through a Glass Darkly: Suffering, the Sacred, and the Sublime in Literature and Theory. Wilfrid Laurier University Press, Waterloo, Ontario 2010. S. 243–253.
- Judith A. Spector: Walter Miller's 'A Canticle for Leibowitz': A Parable for our Time? In: Midwest Quarterly 22, 1981. S. 337–45.
- Susan Spencer: The Post-apocalyptic Library: Oral and Literate Culture in Fahrenheit 451 and A Canticle for Leibowitz. In: Extrapolation 32:4, 1991. S. 331–42.
- John A. Stoler: Christian Lore and Characters' Names in A Canticle for Leibowitz. In: Literary Onomastics Studies 11, 1984. S. 77–91.
- David J. Tietge: Priest, Professor, or Prophet: Discursive and Ethical Intersections in A Canticle for Leibowitz. In: Journal of Popular Culture 41:4, 2008. S. 676–94.